# 田代哲也 (1984年生)
田代 哲也（たしろ てつや、1984年3月7日 - ）は、日本の漫画家。

## 作品リスト

### 漫画作品

#### 連載
- アカメが斬る![1]（原作：タカヒロ、『月刊ガンガンJOKER』2010年4月号 - 2017年1月号[2]）
- 怪人麗嬢（『月刊ガンガンJOKER』2018年5月号[3] - ）

#### 読み切り
- ABILITY SHOP（『ガンガンONLINE』）
- カクリヨアカウント（『月刊ガンガンJOKER』2017年7月号[4]）
- 僕の彼女は決戦兵器（『ジャンプSQ.RISE』2023 SUMMER[5]）

### 書籍
- 『アカメが斬る!』、原作：タカヒロ、スクウェア・エニックス〈ガンガンコミックスJOKER〉2010年 - 2017年、全15巻
- 『怪人麗嬢』、スクウェア・エニックス〈ガンガンコミックスJOKER〉2019年 - 、既刊13巻（2025年2月21日現在）
- 『仏様からエチアイテムを貰う』KADOKAWA〈MFコミックス〉、2022年11月22日発売[6][7]、ISBN 978-4-04-681901-7

### その他
- ジャヒー様がくじけないようにみんなで応援するポスターセット（『月刊ガンガンJOKER』2018年3月号[8]）応援イラスト寄稿